# Eudistylia tenella
Eudistylia tenella är en ringmaskart som beskrevs av Bush 1904. Eudistylia tenella ingår i släktet Eudistylia och familjen Sabellidae. Inga underarter finns listade i Catalogue of Life.